# Гомес, Франсиско (хореограф)
Франци́ско (Сиско) Го́мес (англ. Francisco Gomez; род. 4 февраля 1985 года) — Британский хореограф, признанный мастер танцпола и один из самых модных представителей танцевальной индустрии нового поколения. Был одним из четырёх судей украинского проекта «Танцуют все!», который выходил на украинском телеканале СТБ, а также британского проекта So You Think You Can Dance (UK).
В 2019 году судья украинского проекта «Танцы со звёздами» на телеканале 1+1.

## Биография
Francisco Gomez родился в 1985 году в семье с афро-колумбийскими корнями. Его отец — Аспрон родом из города Севильи, Испания, а мать ‑ из Кали, Колумбия.
Пойдя по стопам матери танцовщицы, Франциско начал танцевать с 11 лет. В школе в Вестминстере он обучался мастерству актера музыкального театра, джазу и чечетке. А также поступил в Sylvia Young Theatre School и в Pineapple Performing Art School.
Когда Франсиско исполнилось 16 лет, он впервые посетил Лос-Анджелес и Нью-Йорк. Поступил в компанию Hip Hop Culture Shock, что стало переломным моментом в его жизни. Тратил все свои сбережения на тренировки и поездки, чтобы заниматься с лучшими хореографами. Затем продолжил обучение в различных странах Европы, где овладевал искусством джаза и различными стилями Hip-Hop. Франциско стал самым молодым членом Bounce — Street Dance Sensation.
С 2003 по 2009 гг. был художественным руководителем dance 2хs (Лондон), тренируя и готовя танцоров разных стилей.
С 2008 по 2014 гг. Франциско являлся членом жюри украинской версии «So You Think You Can Dance» в течение 7 сезонов, а затем принимал участие в Британской версии этого шоу.
Франциско является обладателем премии «Best New Choreographer» британской версии «The Carnival Choreographer’s Ball» 2005 года. Ему довелось работать с такими артистами как Полой Абдул «Sugababes», Шэгги, Кайли Миноуг, Liberty X, Alexandra Burke, Madonna, Geri Hallivel (Spice Girls), Charlotte Church, Jennifer Lopez, ‑ это список можно продолжить.
Франциско был художественным руководителем и хореографом для «All Night Long UK Tour», хореографом «Х-Factor» UK, а с 2017 начал работать хореографом на проекте «The Voice» UK.
Франсиско Гомес преподавал более чем в 20 странах мира. Он известен своей многосторонностью и универсальностью в хореографии.
Любимый фильм — «Пятый элемент», песня — «Sick» Sam Sparro. Рост — 1,80. Знает: английский, испанский, французский языки. Не имеет водительских прав.

## Личная жизнь
Открытый гей Франциско Гомес, который долгое время был одиноким, поделился, что у него новые отношения.
Хореограф сказал, что его любимый — ирландец, и что у них прекрасные отношения, однако планировать свадьбу Гомес не спешит «Я очень хочу жениться в один прекрасный день, хочу иметь семью и детей. Но с этим можно не спешить. Нужно провести с человеком по крайней мере несколько лет. Все должно быть органично, но я очень хочу иметь семью», — рассказал Франциско.
Что же до того, чем занимается бойфренд Гомеса, тот ответил, что не скажет, однако заверил, что любимый не танцор, и точно не режиссёр…

## Премии и награды
Получил награду Best New Choreographer на Carnival choreographer’s showcase UK 2005.